# Camila Mendes
Camila Carraro Mendes (Charlottesville, 29 giugno 1994) è un'attrice statunitense di origini brasiliane, nota per il ruolo di Veronica Lodge nella serie televisiva Riverdale.

## Biografia

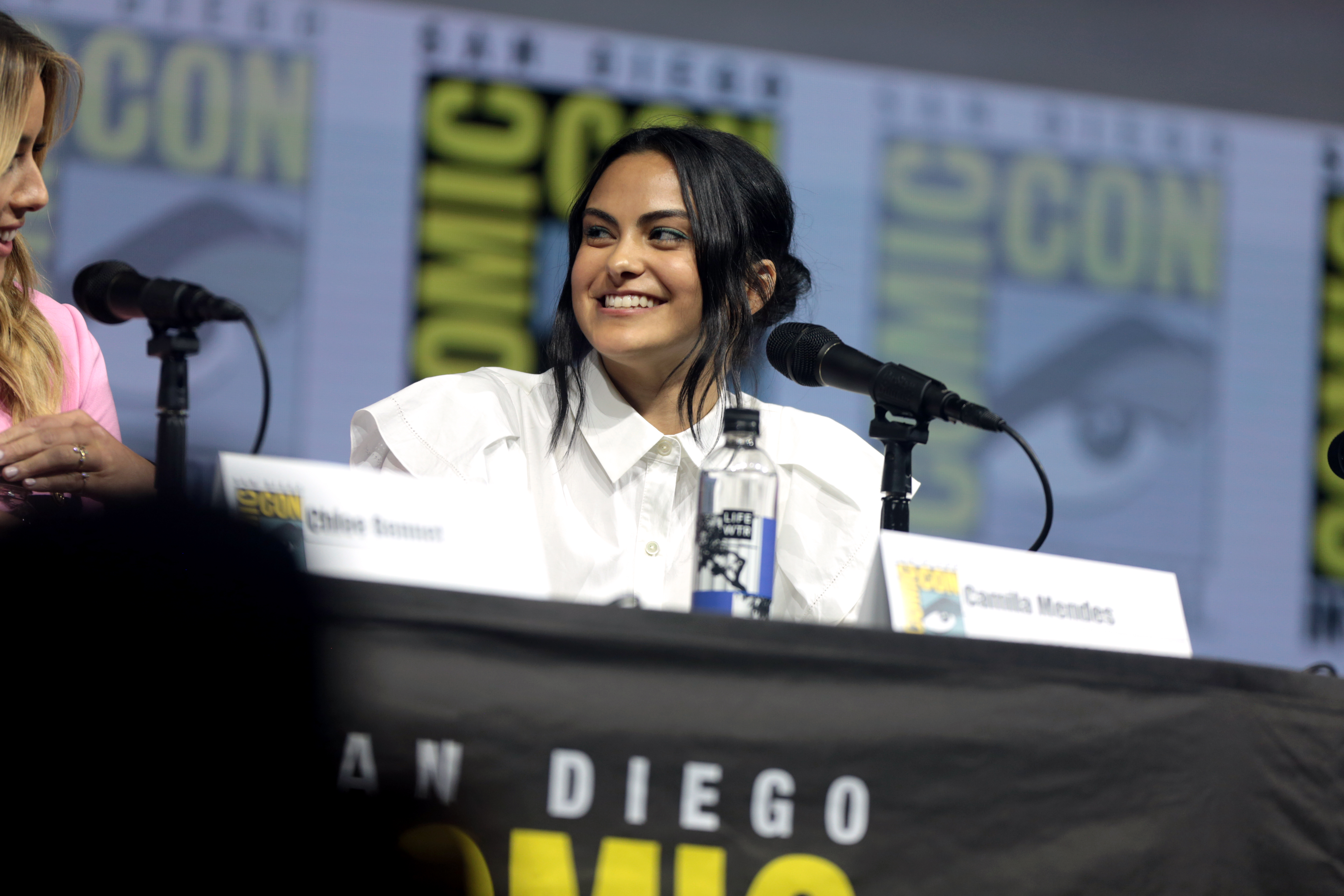
Camila Mendes nel 2018

Camila Mendes è nata a Charlottesville, Virginia, da genitori brasiliani, Gisele e Victor Mendes. Sua madre è di Porto Alegre, Rio Grande do Sul, mentre suo padre di Brasilia, sede del Distretto Federale. Ha una sorella più grande, Kiara. Crescendo, si è trasferita 16 volte, per un anno ha vissuto anche in Brasile, ma ha passato la maggior parte della sua infanzia in Florida, dove ha frequentato l'American Heritage School, a Plantation. Si è laureata alla New York University Tisch School of the Arts, come la sua co-star Cole Sprouse. Mentre era lì, divenne anche amica della cantante Maggie Rogers. Il suo primo lavoro recitato è stato in uno spot per IKEA.
Dal gennaio 2017 interpreta Veronica Lodge nella serie televisiva Riverdale, basata sui personaggi dei fumetti Archie Comics. È apparsa sulla copertina del magazine MensHealth nel dicembre 2017 e di Cosmopolitan nel febbraio 2018. Il suo debutto cinematografico è stato nel film The New Romantic, presentato in anteprima al SXSW Festival nel marzo 2018. Nello stesso mese, si è unita al cast del film The Perfect Date accanto agli attori Laura Marano, Noah Centineo e Matt Walsh. Nel 2018 ha partecipato al video musicale della canzone Side Effects dei Chainsmokers in collaborazione con Emily Warren. Successivamente nel 2019 diventa la protagonista dei film Coyote Lake.
Nel 2020 è protagonista del film thriller Dangerous Lies, distribuito su Netflix il 30 aprile. L’11 maggio 2020 va in onda un episodio dei Simpson in cui doppia Tessa Rose, una ragazzina ricca e viziata. Nel 2020, ha recitato nella commedia romantica acclamata dalla critica Palm Springs, che è stato presentato in anteprima al Sundance Film Festival, poi uscito a luglio sulla piattaforma Hulu.

## Vita privata
Ha frequentato il fotografo e regista Ian Wallace dal 2013 al 2017. Dal 2018 al 2019 è stata fidanzata con l'attore Charles Melton. Dall'agosto 2020 a febbraio 2021 ha avuto relazione con il fotografo Grayson Vaughan. Dalla fine del 2021 agli inizi dell'estate 2022 ha avuto nuovamente una relazione con il collega Charles Melton. Dall’estate del 2022 ha una relazione con Rudy Mancuso.
Ha sofferto per tanti anni di bulimia.
Camila, che è americana ma figlia di brasiliani, si identifica come latinoamericana. Parla fluentemente portoghese, sebbene sia cresciuta negli Stati Uniti. Nel mese di settembre 2019 in un'intervista del magazine Women's health ha dichiarato che nel suo primo anno all'università è stata vittima di violenza sessuale da parte di uno studente.

## Filmografia

### Attrice

#### Cinema
- The New Romantic, regia di Carly Stone (2018)
- The Perfect Date, regia di Chris Nelson (2019)
- Coyote Lake, regia di Sara Seligman (2019)
- Dangerous Lies, regia di Michael Scott (2020)
- Palm Springs - Vivi come se non ci fosse un domani (Palm Springs), regia di Max Barbakow (2020)
- Do Revenge, regia di Jennifer Robinson (2022)
- Upgraded - Amore, arte e bugie (Upgraded), regia di Carlson Young (2024)
- Musica (Música), regia di Rudy Mancuso (2024)

#### Televisione
- Riverdale – serie TV, 136 episodi (2017-2023)

### Doppiatrice
- I Simpson (The Simpsons) – serie animata, episodio 31x21 (2020)
- Fairfax - serie animata, 4 episodi (2021-in corso)

### Videoclip
- Give a Little di Maggie Rogers (2018)
- Side Effects dei Chainsmokers ft. Emily Warren (2018)

## Premi e nomination
- 2017 - Teen Choice Awards
  - Scene Stealer per Riverdale
- 2018 - MTV Movie & TV Awards
  - Nomination come miglior bacio con KJ Apa
- 2018 - Teen Choice Awards
  - attrice drammatica TV
  - TV Ship con KJ Apa
- 2018 - People's Choice Awards
  - Star TV femminile del 2018
- 2019 - MTV Movie & TV Awards
  - Nomination come miglior bacio con Charles Melton
- 2019 - Teen Choice Awards
  - Nomination come attrice drammatica TV

## Doppiatrici italiane
Nelle versioni in italiano dei suoi lavori, Camila Mendes è stata doppiata da:
- Elena Perino in Riverdale, Do Revenge
- Rossa Caputo in Upgraded - Amore, arte e bugie, Musica
- Virginia Brunetti in The Perfect Date
- Gemma Donati in Dangerous Lies
- Jessica Bologna in Palm Springs - Vivi come se non ci fosse un domani

Come doppiatrice, è stata sostituita da:
- Roberta De Roberto in I Simpson
- Alice Venditti in Fairfax